# Midori Suzuki
Midori Suzuki (21 de agosto de 1947)  es una artista japonesa, ha desarrollado la mayor parte de su carrera en México. Estudió artes en Japón y España, interesandose en la cultura de Latinoamérica, llegó a México en 1980.

## Carrera
Midori Suzuki nació en agosto de 1947 en Kesennuma, Japón, estudió en la Universidad de Arte Musahino en Japón y obtuvo un grado en artes; en 1974 viajó a España para estudiar en la Escuela Artística de Granada. En 1980 recibió apoyo para viajar a México donde desde 1986 vive permantenemente con su esposo. El pueblo de Suzuki fue uno de los mayores afectados del terremoto de Japón de 2011, informó que su familia sufrió varias perdidas humanas y materiales. Para ayudar a los damnificados, Suzuki distribuyó varias obras con motivo de colectar fondos y mensajes de ayuda; durante un viaje a Japón, ella repartió varios trabajos suyos entre escuelas y lugares afectados en su pueblo.
Sus primeros trabajos en México fueron clases individuales de pintura, especialmente influenciada con colores del México prehispánico, fue además profesora de arte en el Liceo mexicano japonés. Sus primeras exhibiciones de arte fueron en Japón y España en 1971, en 1993 exhibió su trabajo en la Ciudad de México; ha mostrado su trabajo en varios lugares culturales de México como museos, plazas y escuelas. Ha ilustrado varios libros y revistas de arte. Ha considerado que la influencia de la cultura mexicana le ha hecho apreciar los colores y técnicas y experimentar en nuevo arte creativo.